# 批判的吟味
批判的吟味（ひはんてきぎんみ、クリティカル・アプレイザル、critical appraisal）は、品質評価（quality assessment）とも呼ばれ、は、明示的かつ透明性のある方法を用いて、発表された研究のデータを評価することであり、内的妥当性、報告基準の遵守、結論、一般化可能性、バイアスのリスクなどの要素にエビデンスのルールを適用する。批判的吟味は、システマティック・レビューのプロセスの中心的な部分を形成する。臨床上の意思決定を支援するために、エビデンスに基づく医療のトレーニングで使用されており、エビデンスに基づく社会的ケアや教育の提供においても、ますます使用されるようになっている。
批判的吟味のチェックリストは、研究計画の質と（定量的研究の場合）バイアスのリスクを評価するのに役立つ。横断的研究のためのツールとしてはAXISツールとJBIツールが、ランダム化比較試験のためのツールとしてはコクランリスクオブバイアスツール、JBIツール、CASPツールがある。批判的吟味は、GRADEアプローチのようなエビデンスを実践のための推奨事項に変えるための正式なアプローチにも不可欠である。